# 세간의 마음
세간의 마음(팔리어: lokiya cittas 로-끼야 찟따, 영어: mundane consciousnesses)은 특히 상좌부의 교학과 아비담마 그리고 수행에서 사용하는 용어로, 욕계 · 색계 · 무색계 · 출세간의 총 89가지 마음 또는 총 121가지 마음 중 출세간의 마음을 제외한 다음의 총 81가지 마음을 말한다.
- 욕계 마음 54가지 一 누적 54가지
  -     - 욕계의 해로운 마음  12가지 一 누적 12가지
    - 욕계의 원인 없는 마음 18가지 一 누적 30가지
    - 욕계 아름다운 마음 24가지 一 누적 54가지
- 색계 마음 15가지 一 누적 69가지
  - 색계 유익한 마음 5가지 一 누적 59가지
  - 색계 과보의 마음 5가지 一 누적 64가지
  - 색계 작용만 하는 마음 5가지 一 누적 69가지
- 무색계 마음 12가지 一 누적 81가지
  - 무색계 유익한 마음 4가지 一 누적 73가지
  - 무색계 과보의 마음 4가지 一 누적 77가지
  - 무색계 작용만 하는 마음 4가지 一 누적 81가지

## 표
세간의 마음을 해로운 마음 · 유익한 마음 · 과보의 마음 · 작용만 하는 마음으로 구분해 보면 다음 표와 같다.
| 마음의 이름 | 마음의 이름                | 세간의 마음 | 세간의 마음 | 세간의 마음 | 세간의 마음      | 합계 | 총계 |
| 마음의 이름 | 마음의 이름                | 해로운 마음 | 유익한 마음 | 과보의 마음 | 작용만 하는 마음 | 합계 | 총계 |
| 욕계 마음   | 탐욕에 뿌리박은 마음       | 8           |             |             |                  | 8    | 54   |
| 욕계 마음   | 성냄에 뿌리박은 마음       | 2           |             |             |                  | 2    | 54   |
| 욕계 마음   | 어리석음에 뿌리박은 마음   | 2           |             |             |                  | 2    | 54   |
| 욕계 마음   | 원인 없는 해로운 마음      |             |             | 7           |                  | 7    | 54   |
| 욕계 마음   | 원인 없는 유익한 마음      |             |             | 8           |                  | 8    | 54   |
| 욕계 마음   | 원인 없는 작용만 하는 마음 |             |             |             | 3                | 3    | 54   |
| 욕계 마음   | 욕계 유익한 마음           |             | 8           |             |                  | 8    | 54   |
| 욕계 마음   | 욕계 과보의 마음           |             |             | 8           |                  | 8    | 54   |
| 욕계 마음   | 욕계 작용만 하는 마음      |             |             |             | 8                | 8    | 54   |
| 색계 마음   | 색계 유익한 마음           |             | 5           |             |                  | 5    | 15   |
| 색계 마음   | 색계 과보의 마음           |             |             | 5           |                  | 5    | 15   |
| 색계 마음   | 색계 작용만 하는 마음      |             |             |             | 5                | 5    | 15   |
| 무색계 마음 | 무색계 유익한 마음         |             | 4           |             |                  | 4    | 12   |
| 무색계 마음 | 무색계 과보의 마음         |             |             | 4           |                  | 4    | 12   |
| 무색계 마음 | 무색계 작용만 하는 마음    |             |             |             | 4                | 4    | 12   |
| 합계        |                            | 12          | 17          | 32          | 20               |      | 81   |
| 총계        |                            | 81          | 81          | 81          | 81               | 81   | 81   |

## 목록
- 욕계 마음 一 54가지 一 누적 54가지
      - 해로운 마음 一 12가지 一 누적 12가지
                     - 탐욕에 뿌리박은 마음 一 8가지 一 누적 8가지
                                    1. 기쁨이 함께한, 사견과 결합한, 자극받지 않은 마음
      2. 기쁨이 함께한, 사견과 결합한, 자극받은 마음
      3. 기쁨이 함께한, 사견과 결합하지 않은, 자극받지 않은 마음
      4. 기쁨이 함께한, 사견과 결합하지 않은, 자극받은 마음
      5. 평온이 함께한, 사견과 결합한, 자극받지 않은 마음
      6. 평온이 함께한, 사견과 결합한, 자극받은 마음
      7. 평온이 함께한, 사견과 결합하지 않은, 자극받지 않은 마음
      8. 평온이 함께한, 사견과 결합하지 않은, 자극받은 마음

    - 성냄에 뿌리박은 마음 一 2가지 一 누적 10가지
                                    1. 불만족이 함께한, 적의와 결합한, 자극받지 않은 마음
      2. 불만족이 함께한, 적의와 결합한, 자극받은 마음

    - 어리석음에 뿌리박은 마음 一 2가지 一 누적 12가지
                                    1. 평온이 함께한, 의심과 결합한 마음
      2. 평온이 함께한, 들뜸과 결합한 마음

  - 원인 없는 마음 一 18가지 一 누적 30가지
                     - 해로운 과보의 마음 一 7가지 一 누적 19가지
                                    1. 평온이 함께한 안식
      2. 평온이 함께한 이식
      3. 평온이 함께한 비식
      4. 평온이 함께한 설식
      5. 고통이 함께한 신식
      6. 평온이 함께한 받아들이는 마음
      7. 평온이 함께한 조사하는 마음

    - 원인 없는 유익한 과보의 마음 一 8가지 一 누적 27가지
                                    1. 평온이 함께한 안식
      2. 평온이 함께한 이식
      3. 평온이 함께한 비식
      4. 평온이 함께한 설식
      5. 즐거움이 함께한 신식
      6. 평온이 함께한 받아들이는 마음
      7. 기쁨이 함께한 조사하는 마음
      8. 평온이 함께한 조사하는 마음

    - 원인 없는 작용만 하는 마음 一 3가지 一 누적 30가지
                                    1. 평온이 함께한 오문전향의 마음
      2. 평온이 함께한 의문전향의 마음
      3. 기쁨이 함께한 미소 짓는 마음

  - 욕계 아름다운 마음 一 24가지 一 누적 54가지
                     - 욕계 유익한 마음 一 8가지 一 누적 38가지
                                    1. 기쁨이 함께한, 지혜와 결합한, 자극받지 않은 마음
      2. 기쁨이 함께한, 지혜와 결합한, 자극받은 마음
      3. 기쁨이 함께한, 지혜와 결합하지 않은, 자극받지 않은 마음
      4. 기쁨이 함께한, 지혜와 결합하지 않은, 자극받은 마음
      5. 평온이 함께한, 지혜와 결합한, 자극받지 않은 마음
      6. 평온이 함께한, 지혜와 결합한, 자극받은 마음
      7. 평온이 함께한, 지혜와 결합하지 않은, 자극받지 않은 마음
      8. 평온이 함께한, 지혜와 결합하지 않은, 자극받은 마음

    - 욕계 과보의 마음 一 8가지 一 누적 46가지
                                    1. 기쁨이 함께한, 지혜와 결합한, 자극받지 않은 마음
      2. 기쁨이 함께한, 지혜와 결합한, 자극받은 마음
      3. 기쁨이 함께한, 지혜와 결합하지 않은, 자극받지 않은 마음
      4. 기쁨이 함께한, 지혜와 결합하지 않은, 자극받은 마음
      5. 평온이 함께한, 지혜와 결합한, 자극받지 않은 마음
      6. 평온이 함께한, 지혜와 결합한, 자극받은 마음
      7. 평온이 함께한, 지혜와 결합하지 않은, 자극받지 않은 마음
      8. 평온이 함께한, 지혜와 결합하지 않은, 자극받은 마음

    - 욕계 작용만 하는 마음 一 8가지 一 누적 54가지
                                    1. 기쁨이 함께한, 지혜와 결합한, 자극받지 않은 마음
      2. 기쁨이 함께한, 지혜와 결합한, 자극받은 마음
      3. 기쁨이 함께한, 지혜와 결합하지 않은, 자극받지 않은 마음
      4. 기쁨이 함께한, 지혜와 결합하지 않은, 자극받은 마음
      5. 평온이 함께한, 지혜와 결합한, 자극받지 않은 마음
      6. 평온이 함께한, 지혜와 결합한, 자극받은 마음
      7. 평온이 함께한, 지혜와 결합하지 않은, 자극받지 않은 마음
      8. 평온이 함께한, 지혜와 결합하지 않은, 자극받은 마음
- 색계 마음 一 15가지 一 누적 69가지
      - 색계 유익한 마음 一 5가지 一 누적 59가지
                     1. 일으킨 생각 · 지속적 고찰 · 희열 · 행복 · 집중이 함께하는 초선의 유익한 마음
    2. 지속적 고찰 · 희열 · 행복 · 집중이 함께하는 제2선의 유익한 마음
    3. 희열 · 행복 · 집중이 함께하는 제3선의 유익한 마음
    4. 행복 · 집중이 함께하는 제4선의 유익한 마음
    5. 평온 · 집중이 함께하는 제5선의 유익한 마음

  - 색계 과보의 마음 一 5가지 一 누적 64가지
                     1. 일으킨 생각 · 지속적 고찰 · 희열 · 행복 · 집중이 함께하는 초선의 과보의 마음
    2. 지속적 고찰 · 희열 · 행복 · 집중이 함께하는 제2선의 과보의 마음
    3. 희열 · 행복 · 집중이 함께하는 제3선의 과보의 마음
    4. 행복 · 집중이 함께하는 제4선의 과보의 마음
    5. 평온 · 집중이 함께하는 제5선의 과보의 마음

  - 색계 작용만 하는 마음 一 5가지 一 누적 69가지
                     1. 일으킨 생각 · 지속적 고찰 · 희열 · 행복 · 집중이 함께하는 초선의 작용만 하는 마음
    2. 지속적 고찰 · 희열 · 행복 · 집중이 함께하는 제2선의 작용만 하는 마음
    3. 희열 · 행복 · 집중이 함께하는 제3선의 작용만 하는 마음
    4. 행복 · 집중이 함께하는 제4선의 작용만 하는 마음
    5. 평온 · 집중이 함께하는 제5선의 작용만 하는 마음
- 무색계 마음 一 12가지 一 누적 81가지
      - 무색계 유익한 마음 一 4가지 一 누적 73가지
                     1. 공무변처의 유익한 마음
    2. 식무변처의 유익한 마음
    3. 무소유처의 유익한 마음
    4. 비상비비상처의 유익한 마음

  - 무색계 과보의 마음 一 4가지 一 누적 77가지
                     1. 공무변처의 과보의 마음
    2. 식무변처의 과보의 마음
    3. 무소유처의 과보의 마음
    4. 비상비비상처의 과보의 마음

  - 무색계 작용만 하는 마음 一 4가지 一 누적 81가지
                     1. 공무변처의 작용만 하는 마음
    2. 식무변처의 작용만 하는 마음
    3. 무소유처의 작용만 하는 마음
    4. 비상비비상처의 작용만 하는 마음